# Globogalumna globulifera
Globogalumna globulifera är en kvalsterart som först beskrevs av Balogh och Sandór Mahunka 1978.  Globogalumna globulifera ingår i släktet Globogalumna och familjen Galumnidae. Inga underarter finns listade i Catalogue of Life.